# Нестор (Сапсай)
Єпископ Нестор (в миру Микола Сергійович Сапсай, нар. 24 травня 1931, м. Ічня, Чернігівська область, Українська РСР, СРСР — †5 листопада 2004, Російська Федерація)  — архієрей Російської православної церкви, єпископ
Тезоіменитство — 13 березня (28 лютого) в день пам'яті святителя Нестора, єпископа Магиддійського.

## Дитинство, навчання, початок церковного служіння
Народився 24 травня 1931 року в місті Ічня Чернігівської області в родині псаломщика-регента Сергія Федоровича Сапсая. Два брати Миколи також стали священниками. У віці 3-х років залишився без матері. Під час навчання у школі, співав у церковному хорі, що викликало невдоволення у адміністрації навчального закладу. Після закінчення середньої школи вступив до музичного училища на диригентсько-хорове відділення. У 1948–1951 роках одночасно з навчанням працював пасломщиком в місті Бахмач Чернігівської області.
У 1951 поступив до Київської духовної семінарії, згодом перевівся у Одеську семінарію, яку закінчив у 1955 році. Під час навчання у Одесі, ніс послух архієрейського іподиякона.
Після закінчення семінарії був направлений до Московської духовної академії, куди його зарахували поза конкурсом. Під час навчання був регентом акдемічного, а також одного з хорів Троїце-Сергієвої Лаври. У 1959 році закінчив академію зі ступенем кандидат богослов'я та був направлений викладачем Святого Письма Старого Завіту і церковного співу в Ставропольську духовну семінарію, а після її закриття в 1960 році — в Саратовську семінарію.
З 1962 року був секретарем Орловсько-Брянської єпархії і регентом кафедрального собору. Виступав проти антирелігійної політики радянської влади.
У 1965 році проти нього було сфабриковано кримінальну справу, і йому майже рік довелося провести в ув'язненні. Після винесення виправдального вироку і дострокового повернення з місць позбавлення волі він був поновлений на посаді єпархіального секретаря.

### Сім'я
У 1958 році одружився з дочкою священника Алевтиною Іванівною Стародубовою (†1989), яка співала в архієрейському хорі. У подружжя згодом народилося четверо дітей. Син Григорій став священником, донька Нонна стала дружиною священника, ще двоє дітей померли у ранньому віці.

## У священному сані
27 вересня 1966 року архієпископом Орловським і Брянським Паладієм (Шерстенніковим) був висвячений у сан диякона, а 28 вересня — в сан священника і призначений настоятелем Орловського кафедрального собору. Згодом був возведений у сан протоієрея.
У 1971 році брав участь в Помісному Соборі Руської Православної Церкви, був обраний до складу секретаріату Собору.
У 1989 році був учасником відкриття мощей святителя Тихона Задонського, які перебували в підвалах краєзнавчого музею міста Орла. У цьому ж році овдовів.
У 1991 році перейшов до кліру Краснодарській єпархії і був призначений настоятелем Троїцького собору в Краснодарі.

## Архієрейство
26 грудня 1993 року Священний Синод ухвалив митрофорному протоієрею Миколаю бути єпископом відновленої незадовго до того Петропавлівської і Камчатської єпархії. 2 січня 1994 отець Миколай прийняв чернечий постриг з нареченням імені Нестор, в честь священномученика Нестора, єпископа Магіддійского, і був зведений в сан архімандрита. 5 березня відбувся чин наречення, а 6 березня 1994 року в Московському Богоявленському соборі була звершена архієрейська хіротонія архімандрита Нестора у єпископа Петропавлівського і Камчатського. Хіротонію звершив митрополит Крутицький і Коломенський Ювеналій (Поярков) у співслужінні архієпископа Краснодарського і Новоросійського Ісидора (Кириченка), єпископів Можайського Григорія (Чиркова), Орловського і Ливенского Паїсія (Самчука) та Істірінського Арсенія (Єпіфанова). Після хіротонії митрополит Ювеналій вручив єпископу Нестору жезл митрополита Нестора (Анісімова), першого єпископа Петропавлівського і Камчатського.
За час свого перебування на кафедрі єпископ Нестор займався розбудовою відноівленої Петропавлівської і Камчатської єпархії, відкриттям нових храмів (в тому числі і кафедрального), висвяченням священнослужителів з числа прихожан камчатських храмів, налагодженням контактів з місцевою владою, командуванням військових частин, громадськими організаціями.

## Архієрей на спокої
У грудні 1996 року переніс тяжкий інфаркт, декілька місяців знаходився на лікуванні у госпіталі. 17 липня 1997 визначенням Священного Синоду єпископ Нестор за станом здоров'я був звільнений на спокій. За рекомендацією лікарів він переїхав до міста Майкоп Краснодарського краю і здійснював богослужіння в Миколаївському храмі міста Лабінська, де настоятелем був його зять, протоієрей Олександр.
29 грудня 1998 Священний Синод не задовольнив рапорт єп. Нестора про надання йому можливості несення архіпастирського служіння. У 2000 році брав участь в Ювілейному Архієрейському Соборі Руської Православної Церкви і освяченні Храму Христа Спасителя.
7 травня 2003 року в зв'язку з проханням вл. Нестора про можливість призначення його на вакантну єпархію Священний Синод ухвалив єпископу Нестору з урахуванням перенесених серйозних захворювань благословити продовжити перебування на спокої.
Помер єпископ Нестор 5 листопада 2004 року після операції. Чин відспівування покійного архіпастиря здійснив 7 листопада в Успенському храмі Лабинска митрополит Єкатеринодарський і Кубанський Ісидор (Кириченко) у співслужінні єпископа Майкопського і Адигейського Пантелеймона (Кутового), 37 священників та 6 дияконів. Єпископ Нестор був похований у вівтарній стіні лабінського Успенського храму.

## Нагороди
- Російська Православна Церква
  - наперсний хрест (1966)
  - медаль Троїце-Сергієвої Лаври (1966)
  - митра (1974)
  - орден св. рівноап. князя Володимира всіх ступенів
  - орден прп. Сергія Радонезького 2-го і 3-го ступеня
  - орден св. благовірного кн. Данила Московського
  - право носіння двох хрестів (1987)
- Елладська Православна Церква
  - орден свв. Кирила і Мефодія
  - срібна медаль апостола Андрія Первозванного